# Cisy Raciborskiego
Cisy Raciborskiego – nazwą tą określa się dwa egzemplarze starych cisów, rosnących na północno-zachodnim stoku Pasma Babicy, na terenie wsi Harbutowice. Drzewa są chronione jako pomniki przyrody.
Wiek drzew szacuje się na blisko 700 lat. Są to jedne z najstarszych drzew w Polsce, prawnie chronione od 1934 roku, wpisane do Katalogu Zabytków Przyrody, a od 1954 roku – pomniki przyrody na mocy aktu prawnego wydanego przez Prezydium Wojewódzkiej Rady Narodowej w Krakowie).
Jako jedne z pięciu najstarszych drzew w Polsce rosną na terenie wsi Harbutowice, którą dawniej porastała puszcza. Cisy charakteryzują się twardym, ciężkim drewnem o twardzieli wiśniowobrązowej. Drewno jest wąskosłoiste, odporne na gnicie, dlatego było od dawna cenione i używane do wyrobu łuków, kusz, a także sprzętów domowych i mebli. Wskutek tego znacznie ograniczono populację tych drzew.
Zostały nazwane na cześć profesora Mariana Raciborskiego (☆1863, †1917), który należał do pionierów ochrony przyrody w Polsce, w roku jego śmierci. Pierwsza naukowa wzmianka na ich temat to informacja 16 czerwca 1914 na posiedzeniu Krakowskiego Oddziału Towarzystwa Kopernika. Powszechnie odkrycie cisów przypisuje się prof. Marianowi Raciborskiemu, jest to jednak twierdzenie błędne.
Większy, a zarazem starszy z nich, to okaz żeński o obwodzie około 3 m i wysokości 15 m. Jego wiek szacuje się na blisko 700 lat (badanie prof. Cezarego Pacyniaka z 1992 r. – określono wiek przy pomocy świdra Presslera na 667 lat). Drugi, niższy i zarazem młodszy, to okaz męski, którego wiek szacuje się na około 650–1000 lat. Na terenie Harbutowic oprócz cisów Raciborskiego rosnących  w przysiółku Chodników rosną jeszcze mniej okazałe drzewa cisowe. Pięć młodszych drzew rośnie na terenie kilku przysiółków o nazwach: Batorówka, Kozakówka, Szczerbakówka.